# پروین شاکر
پروین شاکر (۲۴ نوامبر ۱۹۵۲ – ۲۶ دسامبر ۱۹۹۴) یک شاعر اردو زبان، و یک نویسنده، معلم و کارمند رسمی دولت پاکستان بود.
انتشار اولین مجموعه اشعار وی با عنوان خوشبو در سال ۱۹۷۶ جایزه ادبی آدامجی را به دست آورد. در سال ۱۹۹۰ جایزه افتخار حسن کارکرد رئیس‌جمهور پاکستان که یکی از بالاترین جوایز مدنی این کشور است برای کمک‌های برجسته او به شعر اردو را برایش به ارمغان آورد.
شاکر به عنوان یک دانشجوی فوق‌العاده و برجسته، مدرک کارشناسی ارشد در رشته‌های ادبیات انگلیسی، زبانشناسی و مدیریت بانکی و دکترا در مدیریت بانکی را به دست آورد و همچنین در مدیریت دولتی از دانشگاه هاروارد فوق لیسانس گرفت.
شاکر از نظر شغلی برای مدتی طولانی مدرس زبان انگلیسی در دانشگاه بود و سپس به خدمات دولتی پیوست و با صعود در رده‌های مختلف، دبیر دوم دفتر فدرال پاکستان شد. شاکر در طول کار خود، همچنان به انتشار کتاب‌های جالب توجه اشعار خود پرداخت. از جمله صد برگ (۱۹۸۰)، خودکلامی (۱۹۹۰)،انکار (۱۹۹۰)، ماه تمام (۱۹۹۴). شاکر با نوشتن از دید یک زن جوان و با استفاده از واژه دختر (به اردو لڑکی) در اشعار خود برای اولین بار توانست قالب مردسالار آن زمان را شکسته و با بیان صریح و آشکار وضعیت زن از نظر عاطفی و واقع گرایانه، سنت شکنی کند.
مؤسسه اعتماد پروین شاکر در سال ۱۹۹۴ تأسیس شد که یک جشنواره ادبیات اردو است و هدف آن پرورش نسل بعدی چهره‌های ادبی زبان اردو است.